# Kantille
Die Kantille ist eine aus Draht oder Lahn gewickelte Spirale. Der Draht oder Lahn wird mit Hilfe eines Spulrades um eine lange Nadel mit rundem oder eckigem Querschnitt gewunden, wodurch glatte oder krause Kantillen entstehen. Gezogene Kantillen werden nach dem Aufwickeln gedehnt.
Kantillen werden aus vergoldetem oder purem Silber hergestellt, ebenso können sie auch aus Messing oder Kupfer bzw. vergoldetem Messing oder Kupfer gearbeitet sein. Unechtes Gold wird als „leonisches“ Gold bezeichnet. Wegen der früher besonders häufig verwendeten Goldfarbe wurden Kantillen bald auch Bouillons genannt, nach der goldgelben Farbe der gleichnamigen Brühe. Demnach ist zwischen Gold- und Silberboullions zu unterscheiden.

## Verwendung in der Stickerei
Goldkantillen bzw. Goldbouillons werden in der Goldstickerei und bei der Herstellung von Posamenten verwendet. Die Kantillen- bzw. Bouillonstickerei ist seit dem 16. Jahrhundert nachweisbar. Die Kantillen aus verschieden dickem Draht oder Lahn werden in der erforderlichen Länge abgeschnitten und mit Überfangstichen oder durch Durchfädeln auf dem Stickgrund befestigt. Der Stickgrund besteht in der Regel aus bouillonfarbener bzw. goldgelber Seide.

## Besatz an Uniform-Epauletten

Epauletten mit goldfarbenen Kantillen – wahrscheinlich von Wilhelm I.

Seit Mitte bzw. Ende des 18. Jahrhunderts schmücken lose herabhängende, silberne (selten goldene) Kantillen-Fransen die Epauletten hoher Beamter und Offiziere, speziell jene der Generale. In diesem Sinne werden Kantillen ebenfalls Bouillons oder auch Raupen genannt. So sind sie in verschiedenen Staaten noch heute Teil der Parade- oder Galauniform.
Die Epauletten der, hinter den Generalen oder hohen Beamten rangierenden, Stabsoffiziere und höheren Beamten besaßen bzw. besitzen hingegen einen dichten Besatz aus dünnen Silber-, Gold- oder Seidenfransen. Kompanieoffiziere und deren Äquivalente in der Beamtenschaft hatten/haben einen dünneren oder gar keinen Fransenbesatz.